# 聖キリル修道院
聖キリル修道院（ウクライナ語: Кирилівський монастир ）は、ウクライナの首都キーウに所在する、中世に端を発する修道院である。修道院には著名な聖キリル教会も含まれる。聖キリル教会の内装は12世紀のキエフ・ルーシ様式が保存されているが、外観のほとんどは17世紀から19世紀のウクライナバロック様式となっている。

## 歴史
初期

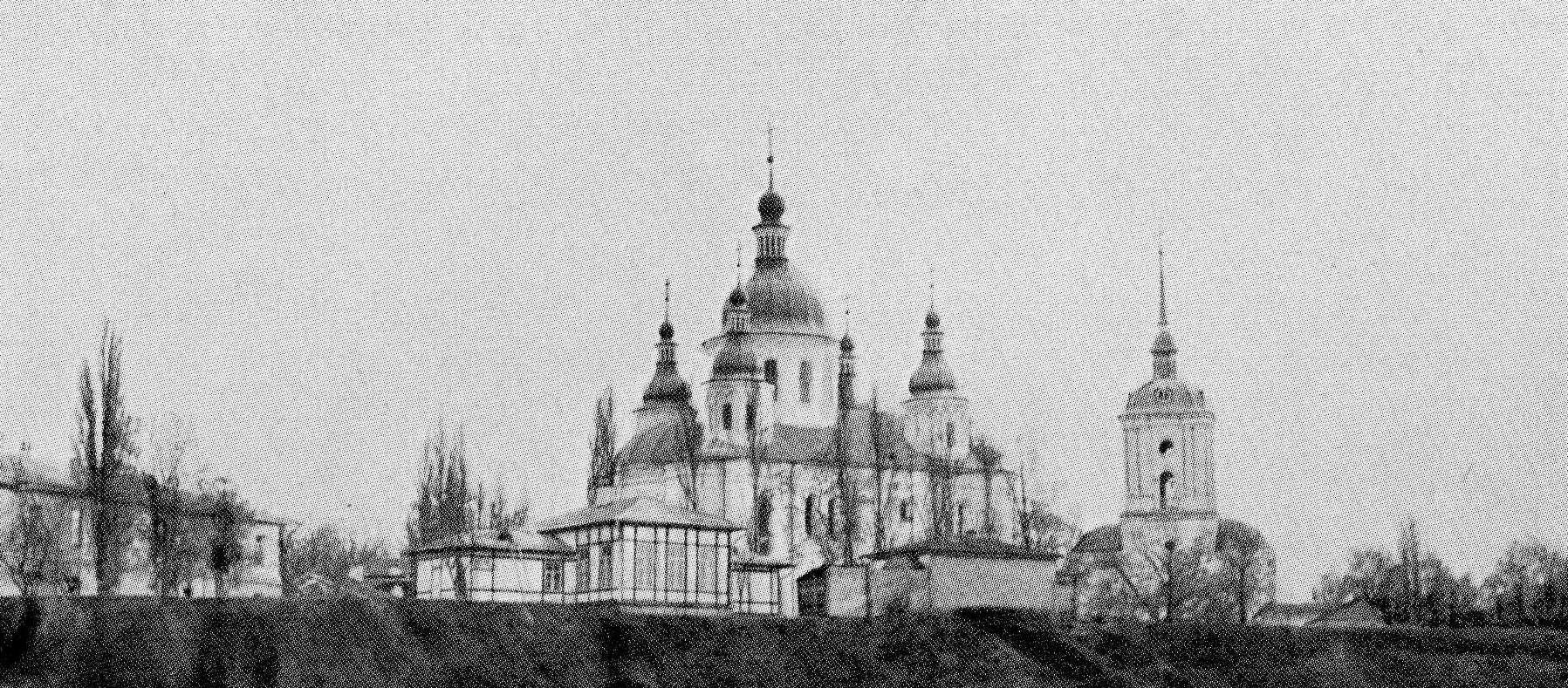
聖キリル修道院とその鐘楼。

聖キリル修道院は、1140年にチェルニーヒウ公国のクニャージであるフセヴォロド・オレゴヴィチによってキーウのドロホジチ地区に設立され、アレクサンドリアのキュリルにちなんで名付けられた 。 12世紀の後半、フセヴォロドの未亡人となったマリアは、オレゴヴィチ一族の祖先の墓所とするために石造の聖キリル教会を建造した 。
1734年の火災の被害を受けた修道院は、1750年から1760年にかけてウクライナ人の建築家イヴァン・グリゴロヴィッチ・バルスキーによって再建された。彼の仕事は修復にとどまらず、修道院の中庭を囲む石壁、壁の角を守る美しい塔と門など、新たな建築物の追加も含まれていた。
1787年、聖キリル修道院はロシア帝国によって閉鎖され、居住区は病院として運用された。その後は精神病者の収容所として、ソビエトウクライナで20世後半まで使用された 。
ソビエト連邦期
1929年5月8日、ソビエトウクライナの人民評議委員会は、聖キリル修道院を歴史的な記念碑であると宣言し、「保存地区」の設立を命じた 。しかし同時に、教会での礼拝は禁止され、博物館への改装が準備された。修道院の鐘楼は、イヴァン・バルスキーの博物館へと転用された 。ソビエトウクライナの他の多くの州の保護地区と同様、聖キリル修道院は教育人民委員会によって所有された。
1936年6月に最高議会によって可決された法律によって、教育人民委員会は聖キリル修道院の建築物の解体を許可した。聖キリル州立保存地区の元学芸員によると、1937年に修道院の壁、門、角の塔のうちひとつ、鐘楼がレンガの材料のために解体さた 。その際、聖キリル教会は、内部の中世のフレスコ画や1880年代にロシアの画家ミハイル・ヴルーベリによって描かれた壁画を含めて、幸運にも解体を免れた。施設のほかの建築や、上記以外の修道院の壁、1つの角の塔、およびバルスキーによって建設された2つの建物も保存された 。修道院の墓地のうち、18世紀の墓は2つしか残っていなかった 。
1965年に、教会は国立聖地「キエフのソフィア」の一部として、大規模修繕やと歴史的資料の収集が開始された 。 
ウクライナ独立後
1990年代後半からは建物内でウクライナ正教会による定期的な礼拝が行われている。

## 建物

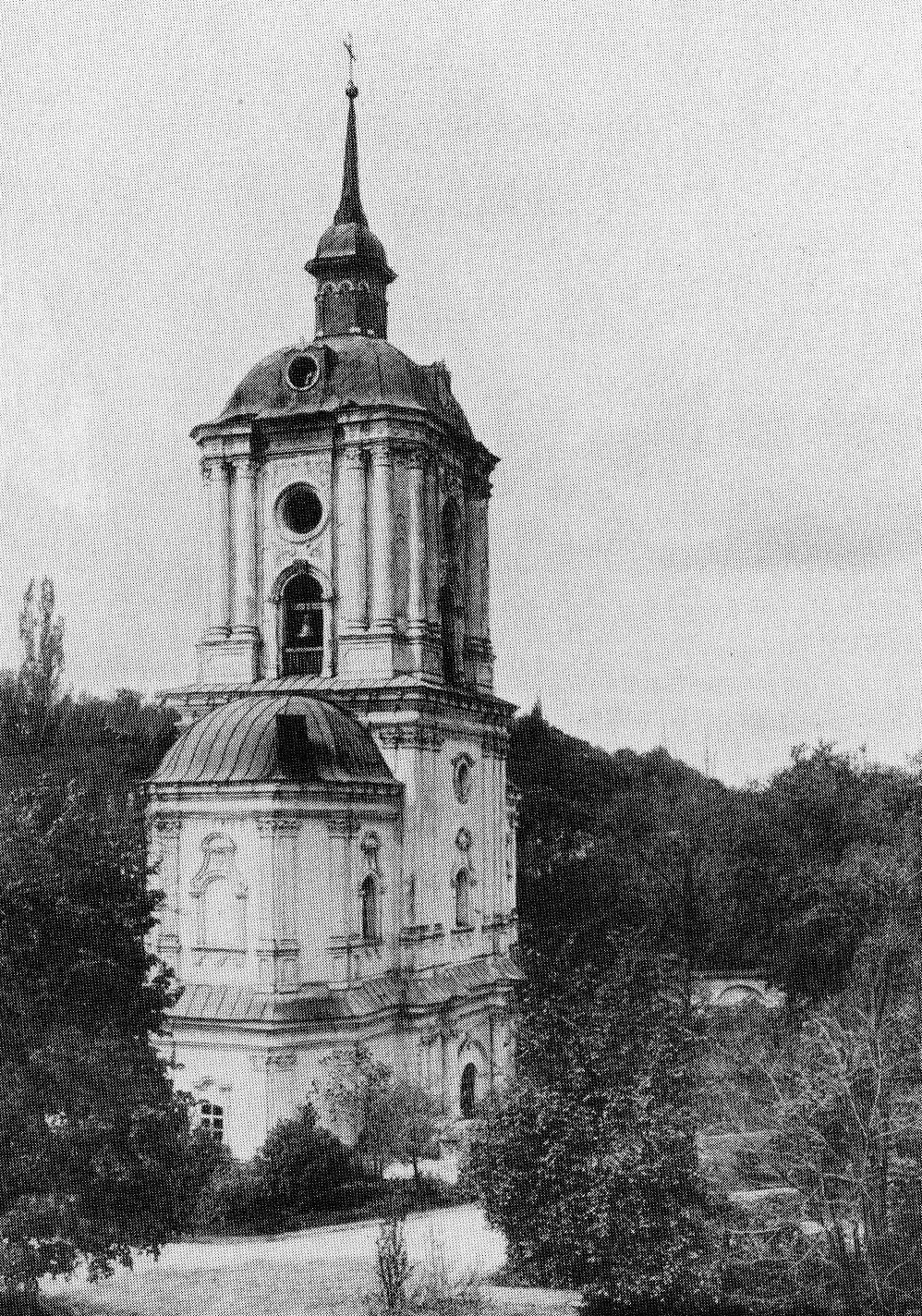
1937年にソビエトによって取り壊された聖キリル修道院の鐘楼。

### 聖キリル教会
聖キリル教会（ウクライナ語: Кирилівська церква）は東側に３つの後陣がつきだした長方形の構造である。教会のドームと丸天井は、6本の十字状の橋脚の上に乗っている。北壁に据えられた階段は西側の区画の回廊に通じていいる。同じ側には礼拝堂もあり、これはキエフ大公国の教会の珍しい特徴である 。洗礼堂と拝廊の壁龕も他の珍しい特徴である。もともと、丸天井は鋼板のプレートで覆われていた。

### 鐘楼
修道院内に建設されたバルスキーの建物の中で、最も重要な建設は1760年に建てられた自立型の鐘楼である 。鐘楼は、地上部に門のついた背の高いカンパニーレのアイデアと、鐘楼の2段目に位置する礼拝堂を組み合わせたものである。鐘楼の下部のふたつの階層は、身廊の中央部に鐘楼を配置するというウクライナの三部式教会の要素を備えていた 。鐘楼の礼拝堂に架されていた当初の屋根は、当時人気のあった寄棟屋根だった 。 1849年の火災後、礼拝堂とキューポラの屋根は架け替えられた。 1936年にソビエトウクライナが解体を決定した1年後に鐘楼は破壊され、建設プロジェクトでレンガとして使用された。